# К-457
К-457 (заводской номер — 325) — советский ракетный подводный крейсер стратегического назначения, корабль проекта 667Б «Мурена».

## История
Заложена на стапелях в цехе ПО «Севмашпредприятие» в Северодвинске 31 декабря 1971 года.
11 февраля 1972 года записана в списки кораблей ВМФ СССР. Спуск на воду состоялся 25 августа 1973 года. 30 декабря того же года вступила в строй.
7 февраля 1974 года вошла в состав 41-й дивизии подводных лодок Северного флота. Базировалась в бухте Ягельная (пос. Гаджиево). В 1975 году дивизия переведена в пос. Гремиха, Мурманская область.
25 июля 1977 года переклассифицирована в ракетный подводный крейсер, 3 июня 1992 года — в атомный подводный крейсер стратегического назначения.
В октябре-декабре 1986 года выполнила очередную боевую службу. 20 октября и 30 ноября фиксировались столкновения с неизвестными подводными объектами, лодка получила лёгкие повреждения, не повлиявшие на выполнение поставленных задач. Предположительно, столкновения произошли с американской многоцелевой АПЛ USS Augusta, находившейся в это время в Атлантике, и после возвращения из похода вставшей в аварийный ремонт. В декабре в Гренландском море в подводном положении К-457 коснулась грунта. При возвращении на базу столкнулась с траулером, получила незначительные повреждения. После похода прошла ремонт на СРЗ-10 в Полярном.
Выведена из состава флота в 1999 году, впоследствии утилизирована на заводе «Звёздочка» в Северодвинске.